# Pedro Pujante
Pedro Pujante (Murcia, 1976) es docente, escritor y doctor en Literatura Española.

## Trabajos
Es autor de los libros de relatos Espejos y otras orillas, Hijos de un dios extraño, Déjà-vu (Premio Latin Heritage Foundation) y Las regiones inferiores de la muerte. Ha publicado las novelas El absurdo fin de la realidad con la que obtuvo el I Premio de Novela de Ciencia Ficción de Ediciones Irreverentes, Los huéspedes y Las suplantaciones.
Ha participado con relatos en las siguientes antologías:
Antología Z (Dolmen editorial, 2012)
2099. Antología de Ciencia Ficción (Ediciones Irreverentes, 2011)
2099-b. La Mejor Ciencia Ficción en Español (Ediciones Irreverentes, 2012)
Kafka (Ediciones Irreverentes, 2016)
 2099-c. Rusia y la URSS en la ciencia ficción (Ediciones Irreverentes, 2016
Londres. Antología" (MAR Editor, 2017)
También ha sido editor literario de la antología de relatos
Sexo Robótico (MAR Editor, 2020).

Ha publicado reseñas y artículos literarios en los sitios Revista de Letras,  Revista Penúltima, Quimera, Culturamas. Pasavento o Hélice. Reflexiones críticas sobre ficción especulativa. Es colaborador del diario La Opinión de Murcia y de su suplemento literario El Meteorito. También coordina talleres de escritura creativa.
Su novela Los huéspedes ha sido recomendada por el escritor Enrique Vila-Matas. De ella se ha dicho:  Nunca se habían roto mejor los convencionalismos en la literatura -Diario La Verdad-. Un autor inclasificable quizá el mejor de su generación, que ha escrito una novela atrevida, divertida y desquiciante. Miguel Ángel de Rus.

Sus obras de ficción se caracterizan por aunar elementos fantásticos, ciencia ficción, ironía y humor, e incluyen sutiles reflexiones sobre la extrañeza de la condición humana, el paso del tiempo, la pérdida de la identidad y la fragilidad de la memoria. Sus personajes se ven enfrentados a problemas sobrenaturales, en tramas absurdas y disparatadas pero que funcionan como escenarios metafísicos. Las fronteras entre ficción y vida se socavan y replantean el concepto de Realidad.

## Obras
Libros de relatos
- Espejos y otras orillas (Chiado, 2011).
- Déjà-vu (Premio Latin Heritage Foundation, 2012).
- Hijos de un dios extraño (Chiado, 2012). Traducido al portugués Filhos de um deus estranho (Babelcube, 2017) y al inglés Children of a Strange God (Babelcube, 2018).
- Las regiones inferiores de la muerte (Mitad Doble Ediciones, 2018).

Novelas
- El absurdo fin de la realidad (Ediciones Irreverentes, 2013). Traducido al italiano "L'assurdo fine della realtà" (Babelcube, 2018).
- Los huéspedes (Ediciones Irreverentes, 2016). Traducido al italiano "Gli Ospiti" (Babelcube, 2017), al inglés The Hosts (Babelcube, 2018) y al portugués "Os hóspedes" (Babelcube, 2020).

- Las suplantaciones (MAR Editor, 2019).

- Flores eléctricas para Kisuri ( Malas Artes Editorial, 2021).

Ensayo
- Cărtărescu. La rescritura de lo fantástico (Editorial Académica Española, 2019).
- La invención de la realidad (Murcialibro, 2020).
- Cienzateca Ficción. Guía de Lectura y Visionado (BRMU, 2021).

## Premios
Premio Internacional Latin Heritage Foundation 2011. Finalista Certamen de relatos Todos los Santos 2011: I Premio Internacional de relato Marcelino Menéndez; Finalista I Premio de Relato corto Ciudad de Torrevieja; Primer Premio 451 de Novela de Ciencia Ficción; Finalista en el Certamen Internacional de Cuentos Arbo 2013: Finalista XV Premio Internacional Sexto Continente de Relato de Ciencia Ficción. También ha sido finalista del Premio de Novela La Besia Equilátera en 2016 y del IV Premio de Novela Gregor Samsa.